# Nick Bosustow
Nick Onslow Bosustow (* 28. März 1940 in Los Angeles, Kalifornien; † 19. November 2022 in Eugene, Oregon) war ein US-amerikanischer Filmproduzent.

## Leben
Bosustow wurde am privaten Menlo College im Silicon Valley ausgebildet und stieg 1968 als Partner in die Filmproduktionsgesellschaft seines Vaters Stephen Bosustow ein, der zuvor Inhaber von United Productions of America gewesen war. Zwei Jahre später produzierte er den Trickfilm Is It Always Right to Be Right?, für den er im darauf folgenden Jahr mit dem Oscar ausgezeichnet wurde. 1974 folgte eine zweite Oscar-Nominierung für The Legend of John Henry. In den 1980er Jahren produzierte er für CBS vier Episoden der Serie CBS Library. Für die Folge The Wrong Way Kid erhielt Dick Van Dyke den Emmy als bester Darsteller in einer Kindersendung.
Zwischen 1999 und 2001 war Bosustow mit seiner Frau als Freiwilliger für das Friedenscorps in Guatemala. Zwischen 2004 und 2006 war er für das Friedenscorps als in Surinam tätig. Nach seiner Rückkehr in die Vereinigten Staaten arbeitete er als Recruiter für das Friedenscorps, bevor er sich im Januar 2009 zur Ruhe setzte.

## Filmografie (Auswahl)
- 1970: How the First Letter Was Written
- 1970: Is It Always Right to Be Right?
- 1972: The Legend of Sleepy Hollow
- 1973: The Legend of Paul Bunyan
- 1974: The Legend of John Henry
- 1978: The Three Golden Hairs
- 1978: Hans in Luck
- 1978: The Fisherman and His Wife
- 1980: The Practical Princess
- 1981: Beauty and the Beast
- 1983: I’m Not Oscar’s Friend Anymore

## Auszeichnungen
- 1971: Oscar für Is It Always Right to Be Right?
- 1974: Oscar-Nominierung für The Legend of John Henry